# Remoudou
Le remoudou, en wallon r'moûdou est un fromage belge du Pays de Herve.

## Spécificité
Il est appelé ainsi parce qu'on utilise le lait qui reste dans le pis de la vache un quart d'heure après la traite ordinaire - du wallon rimoûd': re-traire. Ce fromage, cubique, pèse de 200 à 500 grammes : lavé avec du sel, il devient piquant, avec du lait, il reste doux. Il est encore vendu souvent coupé en portion, il peut bénéficier de 2 à 3 mois d'affinage.
On l'appelait parfois angelot.  Il sert de rente ou de cadeau aux gens influents. Parfois appelé simplement Fromage de Herve, il servait pour le commerce plus lointain, probablement moins affiné.
Ce fromage est cité dans les foires de Leipzig et de Francfort au XVIIe siècle où les marchands de Herve les échangeaient contre des vaches du Holstein (race bovine) et en Lorraine où on appelait ces marchands de Herve les haverlings.
Il est parfois associé à la neûre sirôpe, un sirop de Liège, sorte de mélasse de poire et de pomme.

## Confrérie

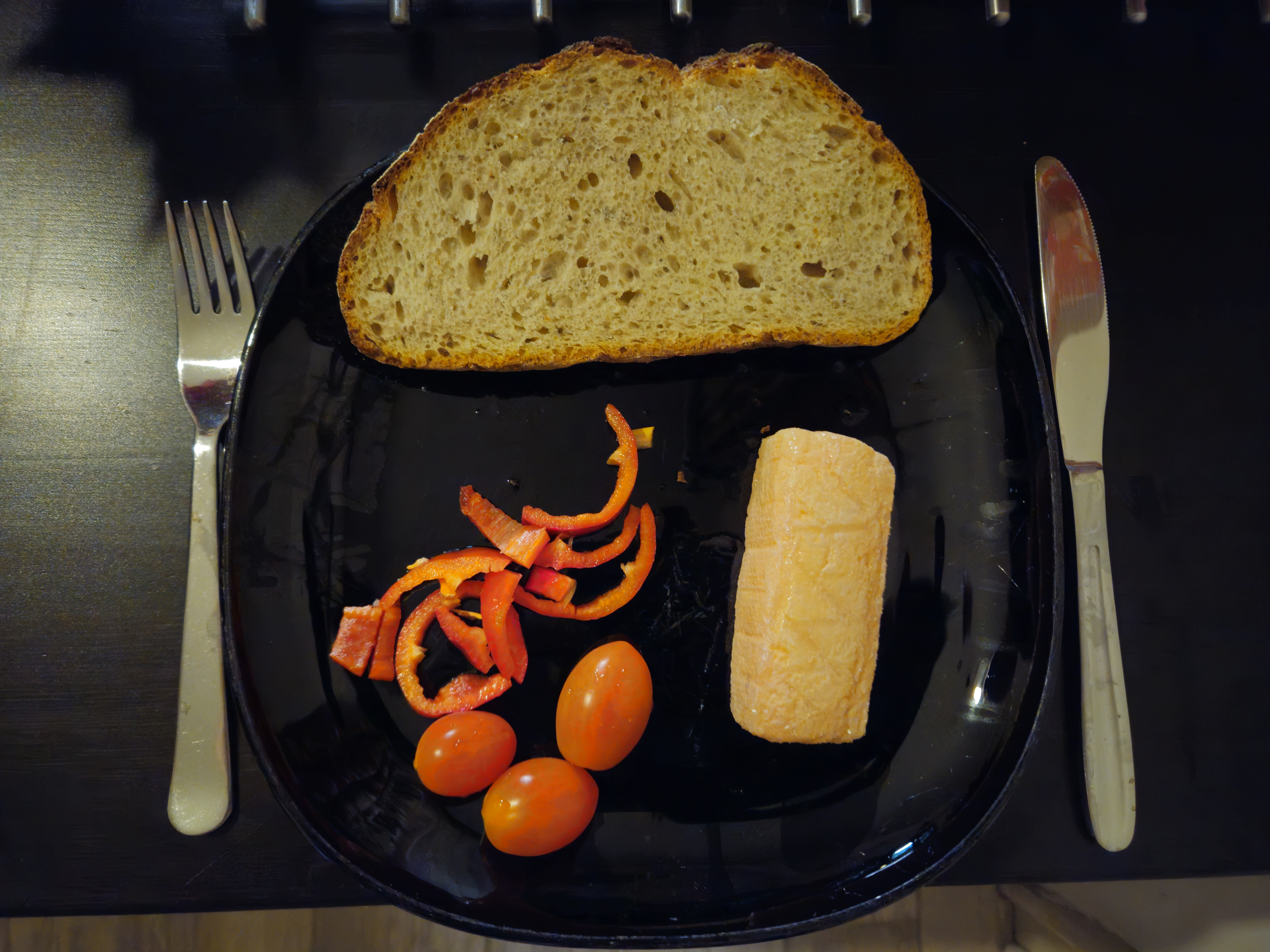
Remoudou avec tomates, poivrons hachés et une tranche de pain.

La Seigneurie du Remoudou est créée en août 1960 à Battice dans le but de promouvoir le fromage de Herve en s'appuyant sur des faits historiques qui remontent au Moyen Âge. Un seigneur de Xheneumont (Battice) fait consigner la recette séculaire du fromage de Herve dans le registre du Haut ban de Herve (1512) et devient donc le premier Seigneur du Remoudou.
Le costume de la Seigneurie s'inspire des tenues de la cour de Charles Quint qui fit halte à Herve le 8 janvier 1544 et fit honneur au Remoudou. Le blason reprend l'écu de la Commune de Battice dont le droit d'en faire usage est reconnu par l'arrêté Royal du 31 octobre 1961.